# Rock on the Docks
Rock on the Docks är en metalfestival i Örnsköldsvik som arrangerades första gången år 2012. De första åren hölls festivalen utomhus, men år 2015 anordnades den inte. År 2016 var den tillbaka, och hölls för första gången inomhus i dåvarande Fjällräven Center numera Hägglunds Arena.

## Band som spelat på festivalen

### 2012
- 7 Doors Hotel
- Engine No.9
- April Divine
- Motley Cruel
- Absorbing The Pain
- Itchy Daze
- Days of Jupiter
- Sherlock Brothers
- Solid Sound
- Smash Into Pieces
- South & Maine

### 2013
- A New Way To Flavour
- Blackwater
- Corrosive
- Guns N Posers
- Hate Ammo
- Motley Cruel
- My Dear Addiction
- Pray For Locust
- Solid Sound
- Smash Into Pieces
- Tension Head

### 2014
- H.E.A.T
- Blackwater
- Nicke Borg
- Smash Into Pieces
- Soul Decay
- Coming Of Age
- Tension Head
- Trakdor

### 2015
Ingen festival

### 2016
- Mustasch
- Hardcore Superstar
- Blackwater
- Kometh
- Coming Of Age
- Gunstruck
- Moonshine Avenue